# Alexander Abramov
Alexander Grigorievitch Abramov (russe : Александр Григорьевич Абрамов), né le 20 février 1959 à Moscou, est un homme d'affaires russe. 
Depuis 1998, il est à la tête de l'un des plus grands empires de l'acier et du fer en Russie, qui emploie 71 591 personnes dans le monde, avec une production d'acier de 13,57 millions de tonnes et un chiffre d'affaires de 14,1 milliards de dollars en 2021, ce qui le conduit à être considéré comme un oligarque russe. Jusqu'en mars 2022, il est le président du conseil d'administration de Evraz, l'un des plus grands producteurs d'acier de Russie. 

## Biographie

### Jeunesse et formation
Alexander Grigorievitch Abramov naît en 1959 à Moscou (RSFSR, URSS), dans une famille d'origine juive. Il obtient son diplôme de l'Institut de physique et de technologie de Moscou en physique et mathématiques,. Il travaille d'abord pour le programme spatial et de défense soviétique, avant de devenir négociant en métaux quand le financement gouvernemental décline.

### Début de carrière
Alexander Abramov utilise ses contacts avec les aciéries russes, qui emploient des technologies à haute température, et propose ses services non pas en tant que scientifique, mais en tant que négociant en métaux. Le trading est une méthode populaire et rapide pour gagner de l'argent en Russie au début des années 1990. L'économie se contracte, le non-paiement est un problème chronique et toute offre de liquidités d'un négociant est accueillie favorablement par les usines. En 1997, le trading devient moins rentable et de nombreuses sociétés de négoce, y compris celle d'Abramov, se voient devoir de grandes sommes par les producteurs. Il commence à acheter des usines et échange des dettes contre des capitaux propres dans l'aciérie de Nijni Taguil tout en achetant des participations dans son usine de production ferroviaire auprès d'autres actionnaires.
Tandis que la première vague d'oligarques russes s'empare de tous les actifs disponibles, Alexander Abramov les acquiert de manière bien plus ciblée. Il décide de construire un monopole pour les produits de construction ferroviaire et sidérurgique et recherche des usines qui lui procurent des synergies. Les seules autres grandes usines fabriquant ces produits se trouvent dans la région industrielle de Kemerovo, abritant également certaines des plus grandes mines de charbon de Russie. Grâce à ses anciens contacts dans le négoce avec les dirigeants de mines de charbon, l'homme d'affaires est présenté à Aman Touleïev, gouverneur populiste de la région.
Les deux usines qui intéressent Abramov sont en faillite en 1998. Les salaires ne sont pas versés depuis jusqu'à huit mois et des grèves éclatent. Touleïev a besoin de bons gestionnaires, Abramov a besoin des deux usines et un accord est rapidement conclu. En tant que créancier de l'État, Touleïev aide à nommer des gestionnaires externes loyaux à EvrazHolding pour diriger les aciéries. Abramov paie les salaires et les impôts, garantit les emplois et soutient les projets sociaux de Touleïev.

### Création d'Evraz
Evraz est le produit de la croissance de la Russie depuis la crise financière de 1998 et Abramov représente la seconde vague de magnats russes qui se lancent dans les affaires après que les meilleurs actifs sont pris. Contrairement à la première vague d'oligarques politiquement connectés, tels que Mikhaïl Khodorkovski et Vladimir Potanine, Alexander Abramov ne possède ni levier politique ni ressources financières pour bénéficier de la privatisation chaotique de la Russie dans les années 1990.
Dans les années 2000, Evraz-Holding émerge en tant que l'un des groupes d'affaires les plus agressifs et intégrés verticalement en Russie et dans le monde. Ses actifs comprennent désormais des mines de minerai et des aciéries en Russie, des aciéries en Amérique du Nord et au Kazakhstan, ainsi que la société charbonnière russe PJSC Raspadskaya.
En juin 2005, EvrazHolding est inscrit à la Bourse de Londres. Cinq mois plus tard, Abramov démissionne de son poste de président du groupe mais demeure membre du conseil d'administration. En 2007, le groupe acquiert Oregon Steel Mills et Claymont Steel. En 2019, Abramov, aux côtés d'autres administrateurs, vend pour 160 millions de dollars d'actions de la société. Il démissionne du conseil d'administration d'EVRAZ en mars 2022.

## Vie privée
Alexander Abramov est marié et a trois enfants. Il vit à l'étranger, hors de Russie. Il pratique la pêche, la natation et le tennis. Il est propriétaire du yacht Titan,.

## Sanctions internationales
Alexander Abramov figure dans le Countering America's Adversaries Through Sanctions Act publié par le département du Trésor américain en janvier 2018,. Il est sanctionné par le gouvernement du Royaume-Uni en 2022 dans le cadre de la guerre russo-ukrainienne.